# Platzermühle
Die Platzermühle ist ein Gemeindeteil des Marktes Bad Neualbenreuth im oberpfälzischen Landkreis Tirschenreuth.

## Geografie
Der Weiler liegt einen Kilometer südwestlich des historischen Neualbenreuther Marktplatzes im Tal des Pfarrbühlbaches. Dieser mündet 400 m nordwestlich in den Muglbach. Naturräumlich befindet sich Platzermühle im Oberpfälzer Wald. Nördlich und westlich erstreckt sich die Naab-Wondreb-Senke, drei Kilometer östlich verläuft die Staatsgrenze zu Tschechien.

## Geschichte
Die Gegend wurde aufgrund ihrer Höhenlage, ihrer klimatischen und kargen Bodenbedingungen erst im ausgehenden 12. Jahrhundert dauerhaft besiedelt. 
Nach ungewissen Schicksalen im Spätmittelalter ist an historischer Bausubstanz nur das Försterhaus, auch Egerer Forsthaus genannt, aus dem Jahr 1802, das unter Denkmalschutz steht, erhalten geblieben.:6
Das Bayerische Urkataster enthält Platzermühle in den 1810er Jahren als einen Weiler mit drei Herdstellen neben der namensgebenden Mühle und dem Mühlteich.
Der Ort ist noch überwiegend land- und forstwirtschaftlich geprägt. Dazugekommen sind lediglich zwei Anwesen am Südrand und der Campingplatz im Nordosten, der einigen Tourismus in die Gegend bringt. Im Jahr 1970 lebten 25 Einwohner in Platzermühle, 1987 waren es 24.

## Verkehr
Die Staatsstraßen St 2174 und 2175 verbinden Platzermühle mit Neualbenreuth und weiteren umliegenden Orten. 
Der ÖPNV versorgt den Ort mit zwei Buslinien.